# Молочний Андрій Сергійович
Андрій Сергійович Молочний (нар. 2 травня 1978) — російський актор українського походження, у минулому — український актор, автор і співпродюсер скетч-шоу «Файна Юкрайна» з Сергієм Притулою (виходило на Новому каналі з вересня 2008 року), гумористичного серіалу «Рюрікі». Учасник гумористичного колективу «Дует імені Чехова», резидент «Comedy club».

## Життєпис
Народився 2 травня 1978 року у Коростені Житомирської області, закінчив Національний аграрний університет у Києві, Міжнародний інститут агробізнесу, менеджмент зовнішньоекономічної діяльності, працював на кафедрі, в аспірантурі.

### КВК
Під час навчання в університеті почав грати в КВК, в університетській команді «На вухах» був творчим центром, капітаном, провідним актором команди. Команда стала півфіналістом Вищої Української ліги КВК.
З команди «На Вухах» перейшов в іншу відому команду «Ва Банк» (Луганськ). Ця команда найближчого часу стала віцечемпіоном Вищої Української ліги КВК.

### Comedy Club
У 2006 році став одним з ініціаторів створення української версії російського стендап-шоу «Comedy Club». Разом з Антоном Лірником і Максимом Бахматовим, Молочний організовує творче ядро колективу, бере участь у переговорах з московським керівництвом «Comedy Club Production».
Навесні 2006 року з Лірником створює «Дует імені Чехова» («ДіЧ»), в червні дует починає виступати у складі «Comedy Club UA». А з серпня 2006 року «ДіЧ» стають постійними резидентами «Comedy Club Москва».
Навесні 2010 року проєкт «Comedy Club UA» припиняє існування, на його місці Молочний з «Comedy Club Production» відкриває оновлену версію стенд-ап шоу «Real Comedy». «Дует імені Чехова» стає резидентом цього проєкту, Лірник — режисером-постановником, а Молочний — продюсером. Зйомки проєкту проводяться студією «Молочний продакшн», проєкт виходить на каналах ICTV і 2+2. Шоу виходить без нецензурної лексики та жартів про політику, на цей момент Молочний як резидент «Comedy Club» був задіяний здебільшого у Москві.

### «Файна Юкрайна»
З серпня 2008 року Молочний був актором, автором і співпродюсером скетч-шоу «Файна Юкрайна», що виходить в ефірі Нового каналу. Молочний працював над образами і сценаріями, грав ключову роль у розвитку проєкту. Тут його творчим напарником був Сергій Притула. Всього в ефірі було 100 серій.

### Рюрікі
22 січня 2011 року на ICTV стартувало скетч-шоу «Рюрікі», зйомками якого займався Молочний і його студія «Молочний продакшн». В основі сюжету серіалу «Рюрікі» — життя молодого вчителя історії, якого доля закинула працювати на віддалений український хутір Рюрики. Тут на столичного інтелігента чекає любовна історія і комічні ситуації з мешканцями хутора. У фантазіях він асоціює свої життєві ситуації з моментами світової історії та подіями життя відомих особистостей минулого. Вийшло 25 серій.
Також Андрія можна побачити в російському телевізійному комедійному серіалі «Масквичи», який виходив на телеканалі НТВ з 16 травня 2010 року.

## Молочний та Україна
Під час своїх регулярних виступів в етері Comedy Club UA неодноразово дозволяв собі недвозначні негативні жарти про Україну та українську мову. Зокрема один зі своїх виступів він присвятив українцям за кордоном, де описав українців як недолугих та цинічних гастарбайтерів або емігрантів. В іншому виступі він глумився з української мови, назвавши її «нерозвиненою». Окрім цього, заявив, що українська «природньо звучить» в сільськогосподарському середовищі і що її використання при дублюванні фільмів або у наукових проєктах недоцільне, бо вона «подразнює слух». Голова незалежної медіапрофспілки України Юрій Луканов порівняв Молочного з Голохвастовим і назвав його невігласом.
Після початку російсько-української війни переїхав до Росії. Разом із Лірником продовжив виступати у Росії на корпоративах і у зйомках місцевого Comedy Club.
У листопаді 2019 року в Інстаґрам написав: 
| «Адже ще п'ять років тому я навіть й подумати не міг, що Києвом натовпами ходитимуть фашисти. Я навіть уявити собі не міг, що будуть осквернятися пам'ятники героям Великої Вітчизняної Війни. Що будуть зносити пам'ятники Жукову та Ватутіну»[6]. |

## Сім'я
- Одружений, має чотирьох синів і дочку.
- Один із синів — Молочний Андрій Андрійович (2001 р.н.), головний спеціаліст відділу кадрової роботи та державної служби Спеціалізованої прокуратури у сфері оборони Центрального регіону, прокурор Київської обласної прокуратури[7]. У липні 2025 року він п'яним скоїв смертельне ДТП, насмерть збивши у Києві жінку[8]. Андрій наїхав на жінку у пішохідній зоні на вулиці Великій Васильківській, після аварії намагався втекти, але його затримали поліцейські[9][10].